# Comuna Pîlîpî-Hrebtiivski, Nova Ușîțea
Pîlîpî-Hrebtiivski (în ucraineană Пилипи-Хребтіївські) este o comună în raionul Nova Ușîțea, regiunea Hmelnîțkîi, Ucraina, formată din satele Hrebtiiv, Ivankivți, Pîlîpî-Hrebtiivski (reședința) și Sokolivka.

## Demografie
Componența lingvistică a comunei Pîlîpî-Hrebtiivski
     Ucraineană (59,23%)
     Rusă (40,29%)
     Alte limbi (0,36%)
Conform recensământului din 2001, majoritatea populației comunei Pîlîpî-Hrebtiivski era vorbitoare de ucraineană (59,23%), existând în minoritate și vorbitori de rusă (40,29%).